# Volodymyr Koman
Volodymyr Koman (en ucraniano: Володимир Михайлович Коман; Úzhhorod, RSS de Ucrania; 20 de febrero de 1964 – Szombathely, Hungría; 27 de septiembre de 2023) fue un futbolista ucraniano naturalizado húngaro que jugó en la posición de centrocampista. Era el padre del también futbolista Vladimir Koman.

## Carrera

### Club
| Periodo   | Club                    | Aparciones | Goles |
| --------- | ----------------------- | ---------- | ----- |
| 1983-1984 | FC Dynamo Kyiv          | 1          | 0     |
| 1985–1989 | FC Zakarpattia Úzhhorod | 160        | 28    |
| 1990      | FSC Bukovyna Chernivtsi | 35         | 0     |
| 1990–1992 | Szombathelyi Haladás    | 63         | 16    |
| 1992–1993 | Sabaria-Tipo SE         | 27         | 7     |

## Logros
- Segunda Liga Soviética (1): 1990
- NBII (1): 1990/91